# Affaire Marion Fraisse
L'affaire Marion Fraisse est une affaire judiciaire française qui a pour origine le suicide par pendaison d'une collégienne française de treize ans, Marion Fraisse, le 13 février 2013, à son domicile de Vaugrigneuse dans l'Essonne.
Ce suicide a lieu à la suite d'un harcèlement scolaire de la part de ses camarades de classe. L'affaire s'est terminée par un non-lieu.
Cette affaire, racontée dans un livre puis un téléfilm, a contribué à la prise de conscience du problème du harcèlement à l'école et du cyberharcèlement en France. Une association, « Marion, la main tendue », a été créée par la mère de la victime mais sa gestion a donné lieu à des polémiques.

## Faits
Nora Fraisse, la mère de Marion, treize ans, trouve sa fille pendue avec un foulard au barreau de son lit mezzanine. L'adolescente a aussi pendu symboliquement son téléphone mobile. Une lettre dénonçant ses camarades de classe a été envoyée par Marion au collège ; élève brillante, Marion avait reçu des insultes sur son compte Facebook, par SMS et enfin des attaques verbales et physiques dans la cour de récréation. Nora Fraisse entreprend sa propre enquête pour savoir ce qu'il s'est produit,.

## Enquête
Les signaux symboliques laissés par Marion Fraisse peuvent avoir été inspirés par le suicide d'Amanda Todd, jeune Canadienne morte en octobre 2012.

## Jugement
Le 26 janvier 2017, le tribunal administratif de Versailles juge l'État partiellement responsable du suicide de Marion, estimant que le collège était mal organisé et qu'il n'a pas été donné suite aux demandes de la famille, qui souhaitait au moins que leur enfant change de classe.
Un non-lieu est rendu en 2018 par une juge d’instruction d’Évry, estimant que ces évènements, « isolés et concernant différentes personnes n’agissant pas dans une même intention », ne pouvaient caractériser une situation de harcèlement, il est confirmé en mars 2021 en appel par la chambre de l’instruction.
En 2022, la Cour de cassation rejette le pourvoi des parents de Marion,.

## Conséquences et postérité

### Livre et téléfilm
L'affaire donne lieu à un livre retraçant l'histoire de Marion, écrit par sa mère, Nora Fraisse, sous le titre Marion, 13 ans pour toujours,. Publié le 21 janvier 2015 aux éditions Calmann-Lévy, l'ouvrage se vend à près de 150 000 exemplaires. Son écriture a notamment été rendue possible grâce aux quelques informations révélées par les professeurs, ainsi que les parents d’élèves, qui ont été généralement réticents à évoquer les faits ayant pu conduire à cette tragédie. Nora Fraisse espère aussi que son livre « agira comme un détonateur et fera prendre pleinement conscience de la gravité du harcèlement entre élèves ».
Environ un an et demi plus tard, le livre est adapté en téléfilm par Bourlem Guerdjou . Diffusé pour la première fois le 27 septembre 2016 sur France 3, le film est vu par 4,1 millions de téléspectateurs, recueillant ainsi 17,5 % de part d'audience. Il sera suivi d’un débat, dans un souci de sensibilisation et de pédagogie. Le DVD est sorti le 24 janvier 2017.

### Association
Nora Fraisse décide de créer une association nommée « Marion, la main tendue » pour s'engager dans la lutte contre le harcèlement scolaire.
En 2015, l'association participe à la création d'une « Journée nationale Non au harcèlement » qui doit se tenir chaque premier jeudi non férié de novembre à partir du 5 novembre 2015,.
En 2015, Nora Fraisse publie un autre ouvrage, intitulé Stop au harcèlement !, qui se présente comme un « guide pour combattre les violences à l'école et sur les réseaux sociaux ».
En novembre 2020, l'association ouvre une structure, la Maison de Marion, à Orsay (Essonne), pour accueillir les victimes et leur famille et leur apporter un soutien juridique et psychologique. Elle prévoit aussi une formation destinée aux enseignants. Une seconde Maison de Marion est ouverte en novembre 2021 dans un local prêté par la mairie de Paris dans le 13e arrondissement.
En 2021, l'association obtient l'agrément National du Ministère de l'Education Nationale et de la Jeunesse dans le cadre de ses activités de formation et de sensibilisation au sein des établissements scolaires.
En janvier 2022, une enquête réalisée par Mediapart met en cause le comportement de Nora Fraisse, accusée de harcèlement par « une dizaine d’anciennes bénévoles, stagiaires ou services civiques » de son association. Une des collaboratrice de l'association - en Service Civique et embauchée à la demande d'une bénévole, a déposé une plainte en évoquant des comportements toxiques et humiliants de sa présidente, mais Nora Fraisse expliqua différents points à la journaliste de Médiapart, afin de justifier un licenciement pour faute de cette collaboratrice. Ce dossier ne donna lieu à aucune suite.
En septembre 2023, la mairie de Paris refuse de renouveler le prêt du local parisien de l'association. Celui d'Orsay reste ouvert.
En 2024, l'association avec le soutien d'un mécène privé, a lancé une série de 10 podcasts dédiés au sujet du Harcèlement avec le concours de spécialistes du sujet, de victimes.

### Filmographie
- Souffre-douleurs, ils se manifestent, documentaire de Andréa Rawlins-Gaston, 2015[21]
Nora Fraisse fait partie des personnes témoignant dans ce film sur le harcèlement scolaire.

### Émission de radio
- Marion, treize ans, harcelée jusqu’au suicide, épisode de Les Pieds sur terre, France Culture, 7 janvier 2022[22]
- Marion, 13 ans pour toujours, épisode d’Affaires sensibles, France Inter, 8 novembre 2022[23]